# HP-32S

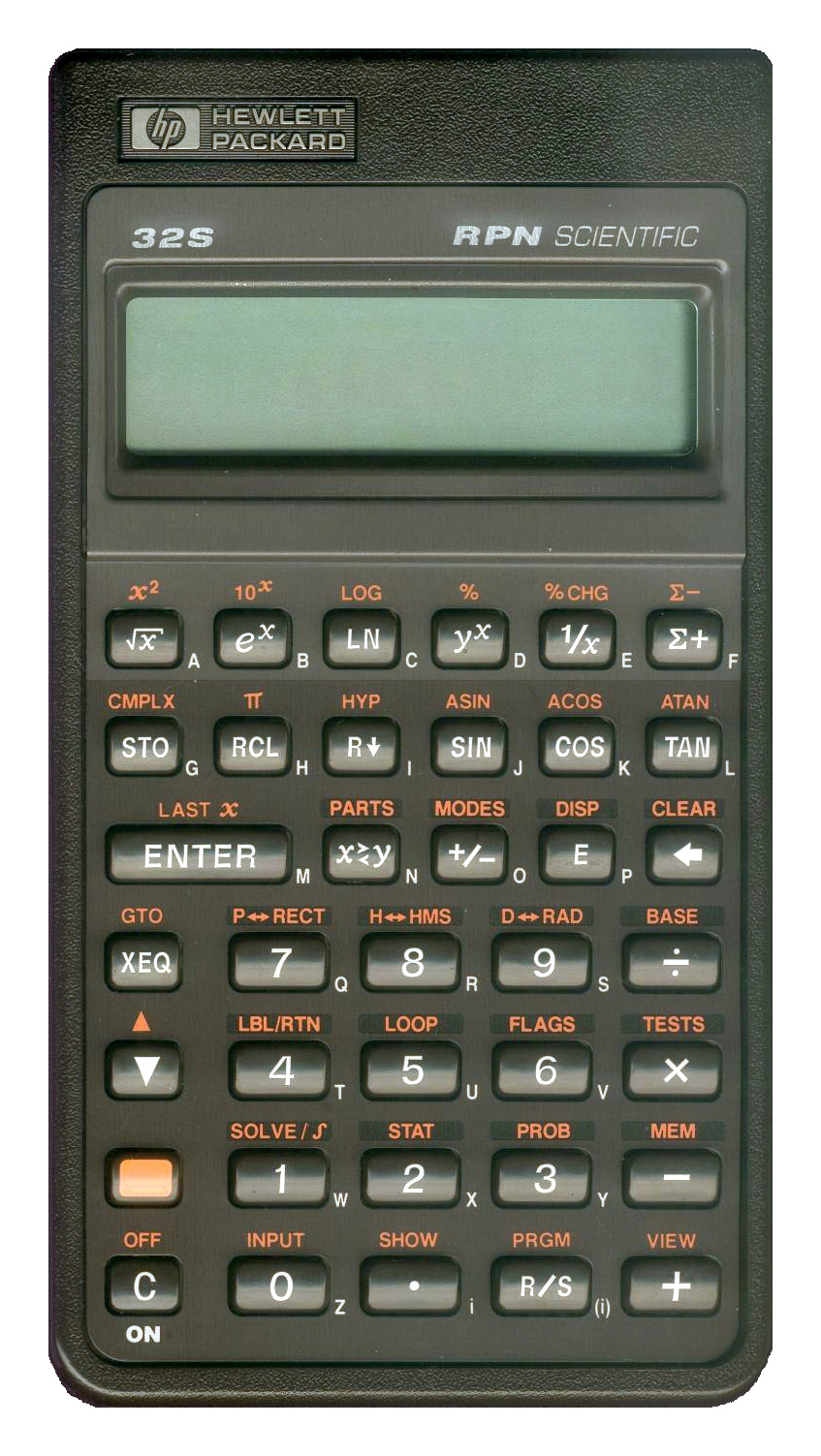
Taschenrechner HP-32S (1988)

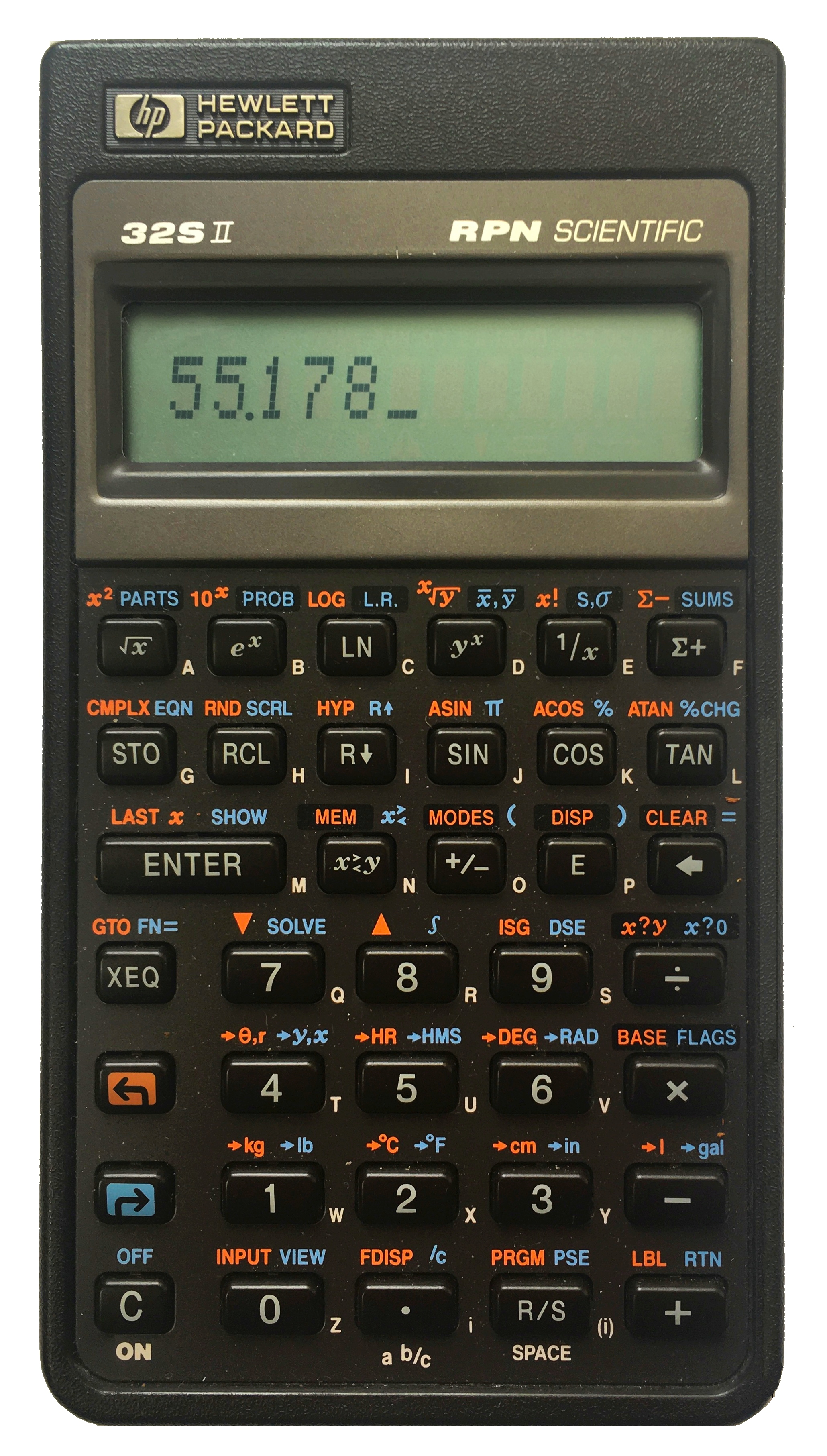
Nachfolgemodell HP 32SII (1991)

Der HP-32S und sein Nachfolger HP 32SII sind programmierbare technisch-wissenschaftliche Taschenrechner von Hewlett-Packard, die von 1988 bis 2002 (HP-32S von 1988 bis 1991 und HP 32SII von 1991 bis 2002) auf dem Markt waren. Beide Geräte gehören zur Pioneer-Baureihe und stehen hinsichtlich Funktionalität und äußerer Anmutung in einer langen Reihe nicht-graphischer Taschenrechner, die 1972 mit dem HP-35 begründet wurde. Sie nutzen die Variante Sacajawea des HP-Saturn-Prozessors. Nach dem Auslaufen des HP 32SII und einer fünfjährigen Unterbrechung wurde die Tradition 2007 mit dem Jubiläumsgerät HP 35s fortgesetzt.

## HP-32S
Der HP-32S wird wie seine Vorgänger in der umgekehrten polnischen Notation (UPN) bedient. Obwohl das Gerät mit 70 USD im Vergleich zu anderen HP-Taschenrechnern günstig angeboten wurde, verfügte es über eine Vielzahl von Funktionalitäten:
- Numerische Lösung von Gleichungen
- Numerische Integration
- Mit Buchstaben gekennzeichnete Variablen (A–Z und i)
- Arithmetische Funktionen für komplexe Zahlen, die aber zwei Stackebenen belegen
- Programmierbarkeit
- Umschaltbarkeit zwischen verschiedenen Zahlensystemen
- Punktmatrix-Anzeige in LCD-Technik

Der Taschenrechner verfügt über 390 Bytes Speicher, der sich jedoch bei der Ablage einiger Variablen (8 Byte pro benutzter Variable) und Programme (1,5 Byte pro Programmzeile) schnell erschöpfte. Während der HP-34C nur Gleichungen vom Typ {\displaystyle f(x)=0} lösen konnte, ist es beim HP-32S auch erstmals möglich, die Nullstellen von UPN-definierten Funktionen mit mehreren Variablen bezüglich der einzelnen Argumente zu bestimmen: {\displaystyle f(a,b,c,\ldots )=0}.
Die Versorgung geschieht wie bei den ähnlich aufgebauten Typen 20S und 42S über drei Knopfzellen des Typs LR-44. Es sind keine Erweiterungen vorgesehen und keine Schnittstellen eingebaut. Das Rechnergehäuse ist verschweißt und lässt sich – anders als bei der „klassischen“ HP 30er-Serie, die bis 1983 hergestellt wurde – nicht mehr zerstörungsfrei öffnen.
Eine Jubiläumsausgabe zum 50-jährigen Bestehen von HP mit einem goldenen Schriftzug wurde nur an Aktionäre und Angestellte verkauft. Sie ist funktional identisch.

## HP 32SII

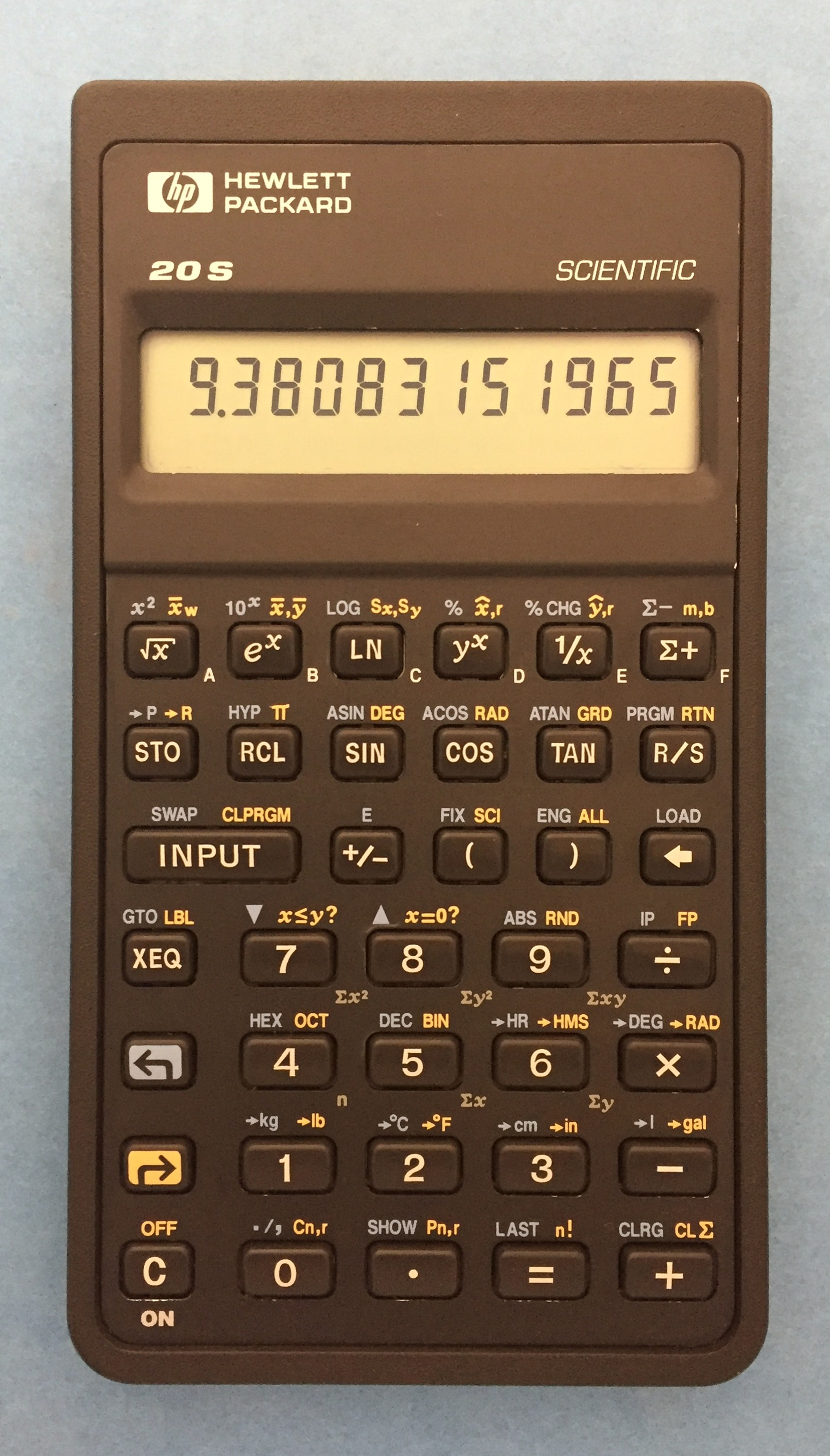
HP-20S, ab 1989

Das Nachfolgemodell HP 32SII verfügte über eine zweite Umschalttaste, Roll-Up, Einheitenumrechnungen und die Fähigkeit, Brüche direkt einzugeben und mit ihnen zu rechnen. Neu war ebenfalls der algebraische Eingabemodus für Formeln, welcher ermöglicht, Funktionen in der üblichen Schreibweise einzugeben, um sie danach auszuwerten, als Gleichung für eine beliebige Variable zu lösen oder numerisch zu integrieren. Der verfügbare Speicherplatz wurde gegenüber dem Vorgängermodell nicht erweitert.

## HP-20S und 21S, 22S und 27S
Der HP-20S und der 21S waren weitere programmierbare Modelle aus der Pioneer-Serie mit demselben Gehäuse, aber einem einfacheren Display und ohne UPN, wobei der 21S von 1989 bis 2002 angeboten wurde.
Darüber hinaus wurden von 1988 bis 1992 die Modelle 22S und 27S mit feinerem Display, aber ebenso ohne UPN angeboten. Der 27S war nicht programmierbar. Für die 20er-Varianten wurden verschiedene Versionen des HP Saturn-Prozessors verwendet.